# Vic Lynn
Pour les articles homonymes, voir Lynn.
Victor Ivan Lynn, dit Vic Lynn, (né le 26 janvier 1925 à Saskatoon, dans la province de la Saskatchewan au Canada et mort le dans cette même ville le 6 décembre 2010) est un joueur professionnel canadien de hockey sur glace devenu entraîneur.
Il a joué comme ailier gauche, entre 1942 et 1962, dans toutes les six équipes originales de la LNH (Bruins de Boston, Blackhawks de Chicago, Red Wings de Détroit, Canadiens de Montréal, Rangers de New York et Maple Leafs de Toronto).